# Brad Silberling
Bradley „Brad“ Silberling (* 8. September 1963 in Washington, D.C.) ist ein US-amerikanischer Filmregisseur, Drehbuchautor und Filmproduzent.

## Leben
Der Sohn eines Fernsehproduzenten studierte an der University of California, Los Angeles und begann bereits 1986, ein Jahr vor seinem Abschluss, seine Arbeit als Produktionsassistent bei einem US-Kindersender.
Repairs, ein Kurzfilm, für den Silberling das Drehbuch schrieb und die Regie übernahm, erregte das Interesse der Universal Studios, deren Verantwortliche ihn daraufhin unter Vertrag nahmen. Zunächst ausschließlich als Produzent tätig, erkannte TV-Produzent Steven Bochco Silberlings Potenzial, und übertrug ihm daraufhin die Regiearbeiten für einige bekannte Fernsehserien, darunter L.A. Law und NYPD Blue. Sein Debüt als Spielfilmregisseur gab er 1995 mit Casper. Weitere bekannte Spielfilme folgten.
Privat war Silberling kurzzeitig mit Rebecca Schaeffer liiert, kurz bevor diese 1989 von einem Stalker ermordet wurde. Seine Erinnerungen an Schaeffer und seine Trauer über ihren Tod fanden in dem Film Moonlight Mile mit Susan Sarandon, Dustin Hoffman und Jake Gyllenhaal in den Hauptrollen ihren Widerklang.
Seit 1995 ist Silberling mit Amy Brenneman verheiratet, der Hauptdarstellerin aus Für alle Fälle Amy. Die beiden lernten sich am Set der Fernsehserie NYPD Blue kennen. Die beiden haben miteinander eine Tochter (* 2001) und einen Sohn (* 2005).

## Filmografie (Auswahl)

### Fernsehserien
- 1990–1991: Doogie Howser, M.D.
- 1992: L.A. Law – Staranwälte, Tricks, Prozesse (L.A. Law)
- 1993–1996: New York Cops – NYPD Blue (NYPD Blue)
- 1998: Felicity
- 2001: Für alle Fälle Amy (Judging Amy)
- 2015: Reign
- 2017: Der Denver-Clan (Dynasty)
- 2020: Dash & Lily (2 Folgen)

### Spielfilme
- 1995: Casper
- 1998: Stadt der Engel (City of Angels)
- 2002: Moonlight Mile
- 2004: Lemony Snicket – Rätselhafte Ereignisse (Lemony Snicket’s A Series Of Unfortunate Events)
- 2006: 10 Items or Less – Du bist wen du triffst (10 Items or Less)
- 2009: Die fast vergessene Welt (Land of the Lost)